# Radio Essen
Radio Essen ist das Lokalradio für die Stadt Essen. Es ging am 1. April 1992 auf Sendung und bekam seine Lizenz von der Landesanstalt für Medien Nordrhein-Westfalen (LfM). 

## Über den Sender
Der Sender nannte sich bis Ende 2005 Radio Essen. Nach einem Relaunch wurde die wichtigste Frequenz mit in den Namen eingebracht. Der Sender nannte sich nun 102.2 Radio Essen. Nach einem erneuten Relaunch Anfang 2010 wurde der offizielle Sendername wieder in Radio Essen geändert.
Wie in allen 45 Lokalradios in NRW sind auch bei Radio Essen Programm und Werbung in der Struktur des Senders voneinander getrennt. Der Sender besteht aus zwei rechtlich eigenständigen Einrichtungen: Die Veranstaltergemeinschaft Lokalfunk Essen e. V. (VG) ist Veranstalterin des Programms und trägt hierfür die alleinige Verantwortung. Sie ist Inhaber der Sendelizenz und Arbeitgeber des Redaktionspersonals. Die Betriebsgesellschaft Radio Essen GmbH (BG) ist verantwortlich für die wirtschaftliche Seite des Senders.
Die VG von Radio Essen setzt sich aus Vertretern der gesellschaftlich relevanten Gruppen und Organisationen in Essen (z. B. Kirchen, Gewerkschaften, Arbeitgeberverbände, ausländische Mitbürger etc.) zusammen. Sie ist ein eingetragener Verein mit 22 Mitgliedern.
Vorsitzender der Veranstaltergemeinschaft von Radio Essen ist der Rechtsanwalt und Politiker Florian Fuchs, der 2022 Eckart Löser nachfolgte. Seine direkten Vertreter sind Manuela Duda von der Verbraucherzentrale NRW in Essen und Sinan Kumru.
Die BG bei Radio Essen ist für den technischen und wirtschaftlichen Betrieb des Senders und seine Vermarktung zuständig. An der BG sind der Zeitungsverlag Niederrhein (89,4 Prozent Funke Mediengruppe und 10,6 Prozent Rheinisch-Westfälische Verlagsgesellschaft) mit 75 Prozent, die Essener Versorgungs- und Verkehrsgesellschaft mit 12,5 Prozent und die s-Beteiligungsgesellschaft Essen mit 12,5 Prozent beteiligt. Vermarktungsaufgaben im Bereich Radio-Werbung wurden an Westfunk ausgelagert.

## Programm
Radio Essen sendet montags bis freitags täglich zehn Stunden Lokalprogramm. Dazu gehört die Morgensendung Radio Essen Frühschicht, die zwischen 6 und 10 Uhr gesendet wird, das Vormittagsprogramm Radio Essen am Vormittag, welches von 10 bis 12 Uhr gesendet wird und das Nachmittagsprogramm Radio Essen Spätschicht, welches seinen Sendeplatz zwischen 14 und 18 Uhr hat. Samstags sendet Radio Essen fünf Stunden von 8–13 Uhr lokal aus Essen und übernimmt zudem die Sendung Ruhrcharts gemeinsam mit Radio Bochum, Radio Herne und Radio Emscher Lippe, welche von 18 bis 21 Uhr läuft und monatlich wechselnd in Bochum und Essen produziert wird. Sonntags kommen noch acht Stunden Lokalprogramm von 8–12 und 14–18 Uhr hinzu.
Außerdem lässt Radio Essen auf seinen Frequenzen gemäß den gesetzlichen Bestimmungen Bürgerfunk ausstrahlen. Diesen kann man seit der Novellierung des Landesmediengesetzes NRW von Montag bis Samstag von 21 bis 22 Uhr sowie sonntags von 19 bis 20 Uhr hören (davor war Radio Essen eines der wenigen Lokalradios, das seinen Bürgerfunk von 9 bis 10 Uhr ausgestrahlt hat). Das Restprogramm (12 bis 14 und 18 bis 6 Uhr) und die Nachrichten zur vollen Stunde werden vom Rahmenprogrammanbieter radio NRW übernommen. Als Gegenleistung sendet Radio Essen stündlich einen Werbeblock von radio NRW. Während des gesamten Tages von 6:30 bis 19:30 Uhr sendet das Lokalradio zu jeder halben Stunde drei- bis fünfminütige Lokalnachrichten. Außerdem hört man auf Radio Essen während des Lokalprogramms zu jeder halben und zu jeder vollen Stunde lokale Wetter- und Verkehrsinformationen. Der Sender überträgt die Spiele des Fußballdrittligisten Rot-Weiss Essen live, berichtet über die Spiele der Damen der SG Essen-Schönebeck, des TUSEM Essen, der ETB Wohnbau Baskets Essen und der Moskitos Essen, dessen Auswärtsspiele zu erfolgreicheren Zeiten in den vergangenen Jahren auch live übertragen wurden.

## Moderatoren
Die Morgenshow „Frühschicht“ moderieren bei Radio Essen Larissa Schmitz und Joshua Windelschmidt. Weitere Moderatoren sind Tobias Bitter, Christian Bannier, Anna Bartl, Christian Pflug, Teresa Ledabyl und Timm Schröder. Die Fußballspiele von Rot-Weiss Essen werden live kommentiert von Uwe Loch, Benedikt Kaninski, Kai Fedrau, Mario Arlt und Joshua Windelschmidt. Chefredakteur ist Christian Pflug.

## Reichweite

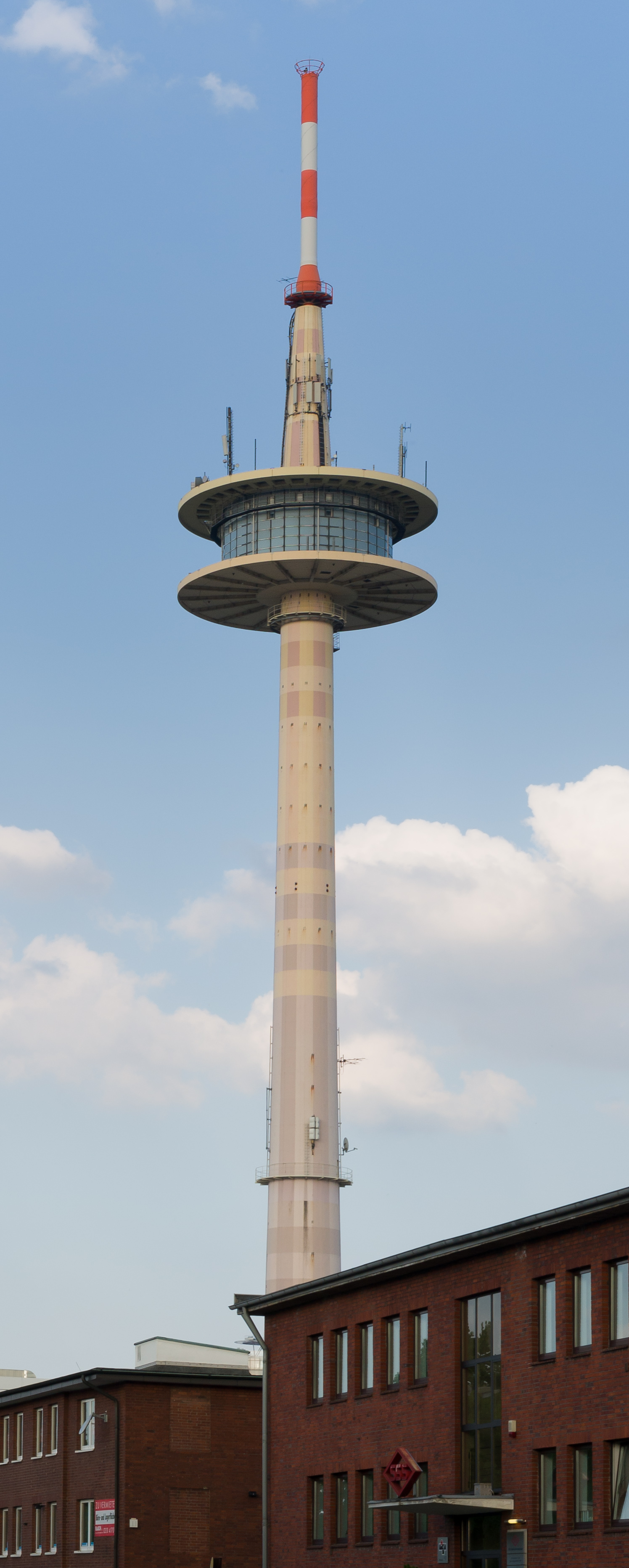
Sendeanlage Essen-Holsterhausen, Blick von der A40

Gemäß der Reichweitenanalyse E.M.A. NRW 2025 I erzielt Radio Essen beim Wert „Hörer gestern“ (Montag bis Freitag) eine Quote von 26 %. Demnach schalten täglich 128.000 Hörer ihr Lokalradio für Essen ein. In der sogenannten Kernzielgruppe der Hörer zwischen 14 und 49 Jahren erreicht der Sender 29 %, das sind knapp 70.000 Hörer.
Radio Essen erreicht mit diesem Ergebnis in der jungen Zielgruppe einen Marktanteil von 25 % und wird damit Marktführer im Sendegebiet. Die Verweildauer im Programm (durchschnittliche tägliche Hördauer in Minuten) liegt bei 152 Minuten.
Die durchschnittliche Stundenreichweite über den ganzen Tag (Montag - Freitag) beträgt 6 %, damit schalten pro Stunde ca. 31.000 Menschen ein.
Essen meistgehörte Morgensendung ist die „Radio Essen Frühschicht“ mit Larissa Schmitz, Joshua Windelschmidt, Julia Crüsemann und Christian Bannier täglich von 06.00 bis 10.00 Uhr.

## Empfang
Die Hauptfrequenz für Radio Essen ist 102,2 MHz. Sie wird mit 320 Watt aus dem Schellenberger Wald in Essen-Stadtwald abgestrahlt. Um die nördlichen Stadtteile von Essen besser zu versorgen, hat Radio Essen am Fernsehturm Essen eine zweite Frequenz mit 100 Watt erhalten (105,0 MHz), welche den Empfang auch in Gelsenkirchen, Gladbeck und Herten ermöglicht.
Weiterhin ist Radio Essen im örtlichen Kabelnetz (92,15 MHz) sowie via Webradio und App zu empfangen.